# Dakhla-Oued Ed-Dahab
La regió de Dakhla-Oued Ed Dahab (àrab: الداخلة - وادي الذهب, ad-Dāẖla - Wādī aḏ-Ḏahab; amazic: ⴷⴰⵅⵍⴰ-ⵡⴰⴷ ⴷⴰⵀⴰⴱ) és una de les dotze noves regions del Marroc després de la reforma administrativa de 2015. La seva extensió i població és idèntica a la de l'antiga regió d'Oued Ed-Dahab-Lagouira (àrab: وادي الذهب لكويرة, Wādī aḏ-Ḏahab Lagwīra). La seu és a Dakhla (antiga Villa Cisneros). Té una superfície de 142.865 km² i una població de 142.955 habitants.
Aquesta regió es troba ocupada pel Marroc gairebé íntegrament, sent part integrant del territori per descolonitzar del Sàhara Occidental. El Marroc la considera una de les seves setze regions, el Front Polisario i altres grups sahrauís independentistes afirmen que forma part de la República Àrab Sahrauí Democràtica. Les Nacions Unides i molts estats no reconeixen ni la sobirania marroquina ni l'autodeclarada república sahrauí.

## Subdivisions
- la província d'Auserd
- la província d'Oued Ed-Dahab